# Амірет-Туазра
Амірет-Туазра — місто в Тунісі. Входить до складу вілаєту Монастір.  
| Туніс | Це незавершена стаття з географії Тунісу. Ви можете допомогти проєкту, виправивши або дописавши її. |